# Toma Mons
Il Toma Mons è una struttura geologica della superficie di Venere.